# Kurtmezraası, Altınözü
Kurtmezraası là một xã thuộc huyện Altınözü, tỉnh Hatay, Thổ Nhĩ Kỳ. Dân số thời điểm năm 2011 là 346 người.